# 앨버타 대학교
앨버타 대학교(영어: The University of Alberta, U of A, 혹은 UAlberta)는 캐나다 앨버타주 에드먼턴 중심부에 위치한 1908년에 설립된 연구 중심 대학교이다. 메인 캠퍼스인 북 캠퍼스는 92헥타르의 넓은 부지에 150여개 이상의 건물을 갖추었다. 156개국 출신의 4만명 이상의 학생이 등록되어 있다. 388개의 학부과정 프로그램과 500개의 대학원 과정 프로그램을 제공한다. 75명의 로즈 장학금 수상자를 배출했다. 알버타 주의 초대 주지사인 알렉산더 캐머런 러더퍼드(Alexander Cameron Rutherford, 1857년 ~ 1941년)와 초대 총장이 된 헨리 마셜 토리(Henry Marshall Tory, 1864년 ~ 1947년)에 의해서 설립되었다.
앨버타 대학교는 CARU(영어: Comprehensive Academic and Research University)에 해당된다. 즉 다양한 방면의 학업적 그리고 전문적 프로그램들을 제공하는 대학교다. 국제학생 비율은 캐나다 상위 3개 대학 (브리티시 컬럼비아 대학교, 토론토 대학교, 맥길 대학교)에 비교하여 다소 적거나 비슷한 수준이고 한인비율도 적은 편이다.

## 캠퍼스
총 5개의 캠퍼스가 있으며, 4곳은 에드먼턴, 1곳은 캠로즈(Camrose)시에 위치해 있다. 이 중 에드먼턴 소재의 생장 캠퍼스(en:University of Alberta Campus Saint-Jean)는 프랑스어로 교육 및 연구가 진행된다.

## 교육 및 연구

### 평가
캐나다 내에서 맥마스터 대학교와 함께 Top 5라고 불리는 대학교 중 하나이다. 부동의 Top 3는 토론토 대학교, 맥길 대학교, UBC를 뜻한다.
University of Alberta는 세계 대학 랭킹에서도 항상 100위권 근처에 위치하고 있다.
- QS 2021 - 119위
- THE 2020 - 136위
- USNEWS 2020 - 139위
- ARWU 2019 - 101위
- CWUR 2020-2021 - 101위
- Leiden (CWTS) 2020 - 81위

QS전공별 세계랭킹에 따르면 스포츠&여가학 7위, 공학 (Petroleum) 8위, 공학 (Mineral & Mining) 11위, 간호학 18위에 위치하고 있다. 관광과 기름으로 유명한 Province이다 보니 어찌 보면 당연한 순위이다.
Graduate Employability Ranking은 세계 87위로 준수한 취업률을 나타낸다.